# 't Kerkje op de Heuvel
't Kerkje op de heuvel in het Gelderse dorp Heelsum, gemeente Renkum, werd in de 16e eeuw gebouwd en is een Nederlands rijksmonument. Het kerkje staat ook bekend als de hervormde kerk. Het gebouw is eigendom geweest van Vereniging Hendrick de Keyser en is sinds 2021 in beheer bij Het Geldersch Landschap.

## Geschiedenis
De toren stamt uit de 14e eeuw, het schip werd in de 15e eeuw gebouwd en het koor stamt uit 1517-1519. Parochianen verkregen toegang tot de kerk via de ingang in de toren. De toren werd in de 17e eeuw verhoogd. Het kerkgebouw werd als kapel gebouwd, ter ondersteuning van de parochiekerk in Wolfheze. Hoewel in 1566 de Beeldenstorm plaatsvond, had Heelsum een katholieke pastoor tot 1617, want de kasteelheer van Doorwerth, de eigenaar van de kerk, weigerde protestants te worden. De kerk daar leed onder de bouw van de kerk in Heelsum en is uiteindelijk zelfs gesloten door een tekort aan kerkgangers en werd in 1624 gesloopt. De kerk in Heelsum werd in 1648 gedeeltelijk gesloten, omdat de kasteelheer nog altijd protestanten de toegang tot de kerk weigerde. De vensters werden dichtgemetseld en het koor werd geheel dichtgetimmerd. In 1658 werd de kerk weer geopend voor de kerkdiensten, nu echter wel voor protestantse kerkdiensten. In de periode 1709-1713 werden bij de kerk lindebomen geplaatst, die er anno 2022 nog steeds staan. De kerk werd in 1859 in opdracht van Henrietta Gabriella van Schuylenburg aan de zuidzijde uitgebreid. In dezelfde periode werden er ook de ramen vervangen door gietijzeren ramen.
In 1920 kreeg Vereniging Hendrick de Keyser de kerk, en het kerkhof, in bezit. De vereniging verhuurde de kerk niet, maar verkreeg inkomsten uit de begrafenisrechten en door lezingen en concerten, die met de aard van de omgeving gepast zijn, in de kerk te organiseren. In 1920 moest er na een legaat nog belasting over het legaat betaald worden, en Vereniging Hendrick de Keyser heeft indertijd de minister van Financiën verzocht om vrijstelling te verlenen, wat deze echter weigerde te doen. Gedurende de Tweede Wereldoorlog raakte de kerk tijdens Operatie Market Garden ernstig beschadigd. Vereniging Hendrick de Keyser kreeg de financiën niet rond om meteen na de oorlog een restauratie te starten. Dit gebeurde pas in 1949 en in 1951-52 vond de daadwerkelijke restauratie plaats. De vereniging heeft het complex in 1951 overgedragen aan de protestantse gemeente Heelsum-Kievitsdel. Hierbij werd wel afgesproken dat de kerkelijke gemeente de verplichting tot onderhoud heeft. Omdat Vereniging Hendrick de Keyser in principe geen afstand doet tot hun panden, werd voor deze situatie de algemene ledenvergadering geraadpleegd en de leden moesten ook toestemming geven voor de overdracht plaats kon vinden. In 2021 fuseerde de kerkelijke gemeente Heelsum met die van Renkum. De nieuwe gemeente besloot nog dat jaar om de kerk in Heelsum af te stoten, omdat deze te klein is om de gehele kerkelijke gemeente tijdens een dienst te kunnen huisvesten. De kerk werd voor het symbolische bedrag van 1 euro overgedragen aan Het Geldersch Landschap, dit werd gedaan omdat de kerk in essentie onderdeel is van de Heerlijkheid Doorwerth, net als het gelijknamige kasteel. Dit is ook af te lezen aan de kleuren op de luiken van de kerk; die zijn geel en blauw, net als die van kasteel Doorwerth. Afspraak met het Geldersch Landschap is echter wel dat de kerk beschikbaar blijft voor de bijzondere diensten: uitvaarten, doopsels en huwelijken kunnen er nog voltrokken worden. De overdracht van de kerk en het kerkhof vond op 6 juli 2021 plaats.

## Interieur
Het kerkgebouw bestaat uit één beuk en in 1859 is daar tegenaan een grote dwarsbeuk gebouwd. Het schip, en daarmee de originele bouw, is georiënteerd met het koor in het oosten.
In de kerk is een familiegraf aanwezig. Deze grafkelder is van de familie van Brakell Doorwerth. De laatste bijzetting vond plaats in 1903. Dat jaar werd jhr. A.W. van Borselle in de crypte bijgezet. Het grafmonument bevindt zich echter niet in de kerk, maar is aan een buitenmuur bevestigd.
Het orgel is een instrument afkomstig uit de Hervormde Kerk van Abcoude dat in 1864 werd gebouwd door Dirk van Rossum. In 1968 werd het orgel verwijderd en vervangen door een nieuwbouw van de hand van Cornelis Verweys. In 2004 werd dit nieuwe orgel op zijn beurt juist weer leeggehaald. Het oude pijpwerk werd teruggezet en alleen de subbas van het orgel van Verweys resteert nog. Het pijpwerk van het orgel valt wel onder de bescherming van het rijksmonument en de kas niet.
De preekstoel is afkomstig uit de Lutherse kerk van Arnhem. Deze werd daar in 1658 in beslag genomen en naar Heelsum verplaatst.
De gebrandschilderde ramen zijn van de hand van dominee P.H.G.C. Kok.
In de toren staat een klokkenstoel met klok van Petit en Fritsen. De klok is gemaakt in 1905 en heeft een diameter van 51,8 cm.